# Числа на Перен
Числата на Перен в теория на числата се дефинират от рекурентната зависимост
{\displaystyle P(n)=P(n-2)+P(n-3)} при {\displaystyle n>2},
с начални стойности {\displaystyle P(0)=3,P(1)=0,P(2)=2,}
и безкрайната редица от тези числа започва с
3, 0, 2, 3, 2, 5, 5, 7, 10, 12, 17, 22, 29, 39, ... (редица A001608 в OEIS).
Френският инженер и математик Франсоа Оливие Раул Перен (François Olivier Raoul Perrin, 1841-1910) е разгледал свойствата на числата от тази поредица. По рано, в 1876 година, тя е спомената от Едуар Лука (Édouard Lucas) а нейните свойства се изясняват едва след работите на Адамс и Шанкс (1982).

### Генериране на числата на Перен
Дефиниционната рекурсия може да бъде представен чрез матричен запис:
{\displaystyle {\begin{pmatrix}0&1&0\\0&0&1\\1&1&0\end{pmatrix}}^{n}{\begin{pmatrix}3\\0\\2\end{pmatrix}}={\begin{pmatrix}P\left(n\right)\\P\left(n+1\right)\\P\left(n+2\right)\end{pmatrix}}}.
Възможно е и графичното построяване на спирала от равностранни триъгълници, като показаната на фигурата, която дава числата на Перен.

### Свойства на числата на Перен
Редицата на Перен съдържа безброй прости числа, като първите от тях са:
```
   2, 3, 5, 7, 17, 29, 277, 367, 853, 14197, 43721, 1442968193, 792606555396977, 187278659180417234321, 66241160488780141071579864797, ... (редицата A074788 в OEIS).
```

Доказано е, че за всяко просто число р, P(p) се дели на p. Обратното обаче не е вярно и пример за това става известен в 1982. Съставно число n, което е делител на P(n), се нарича псевдопросто число на Перен и първите няколко такива са:
```
   271441, 904631, 16532714, 24658561, 27422714, 27664033, 46672291, 102690901, 130944133, (редицата A013998 в e OEIS)
```

Отношението на последователни числа на Перен има граница и тя задава т.нар. пластична константа 1.32471 (известна и под други имена).
1. ↑  (fr) Надгробно слово за Перен
2. ↑  Mathworld